# Westfalenhalle (dzielnica)
Westfalenhalle, Dortmund-Westfalenhalle — dzielnica miasta Dortmund w Niemczech, w kraju związkowym Nadrenia Północna-Westfalia, w okręgu administracyjnym Innenstadt-West.